# Magdalena Bay
Magdalena Bay — американський альтернативний поп дует із Маямі, Флорида, що базується в Лос-Анджелесі, Каліфорнія. Дует складається з подружжя Міки Тененбаум і Меттью Льюїна, які разом пишуть і продюсують. Вони випустили два студійних альбоми, три міні-альбоми та три мікстейпи. Мікстейпи називаються Mini Mixes і складаються з коротких пісень із супровідними домашніми музичними відео на зеленому екрані.
8 жовтня 2021 року дует випустив свій дебютний студійний альбом Mercurial World. Вони були відомі своїми інформаційними відео TikTok про музичну індустрію та своїми кітчевими візуалами DIY. Їхній другий альбом Imaginal Disk вийшов 23 серпня 2024 року.

## Історія
Міка Тененбаум народилася в Буенос-Айресі, Аргентина, і емігрувала зі своєю родиною до Сполучених Штатів, коли їй був рік, і виросла в Маямі. Меттью Льюїн народився в Маямі і має аргентинське походження з боку батька. Обидва також є євреями. Вони познайомилися в старшій школі на програмі Live! Modern School of Music, де вони потрапили в класичну рок-кавер групу, а пізніше почали писати власну прогресивну рок-музику в гурті під назвою Tabula Rasa. Після того, як цей гурт розпався, вони створили Magdalena Bay у 2016 році під час канікул у коледжі — Тененбаум з Університету Пенсільванії у Філадельфії та Льюїн з Північно-Східного університету в Бостоні — і продовжували співпрацювати дистанційно. Група була названа на честь адміністраторки на колишній роботі Льюїна.

## Кар'єра
Гурт називає Grimes, Chairlift і Charli XCX артистами, що вплинули на їхню музику. У 2019 році дует випустив свої перші два міні-альбоми, Day/Pop і Night/Pop, а пізніше того ж року підписав контракт з інді-лейблом Luminelle Recordings. Пізніше вони випустили два мікстейпи та один EP: Mini Mix, Vol. 1 було випущено в липні 2019 року, A Little Rhythm and a Wicked Feeling було випущено в березні 2020 року, а Mini Mix, Vol. 2 вийшов у листопаді 2020 року.
Пара випустила свій дебютний студійний альбом Mercurial World 8 жовтня 2021 року. Виходу альбому передували чотири сингли: «Chaeri», «Secrets (Your Fire)», «You Lose!» і «Hysterical Us». В рамках промо-кампанії також були випущені відеокліпи на сингли з альбому. Делюкс-версія Mercurial World, що містить фанатські «секрети», ремікси та дві нові пісні, була випущена 23 вересня 2022 року.
Magdalena Bay виступали на кількох відомих фестивалях на підтримку Mercurial World, зокрема Primavera Sound у червні 2022 року, Porter Robinson ’s Second Sky у жовтні 2022 року, Coachella у квітні 2023 року та Lollapalooza у серпні 2023. 13 квітня 2023 року вони випустили третій мікстейп Mini Mix, Vol. 3.
28 травня 2024 року Magdalena Bay випустили сингл «Death & Romance», свій перший реліз під лейблом Mom + Pop Music, а також оголосили про тур Imaginal Mystery. 10 липня 2024 року вийшов сингл та кліп на пісню «Image». У прямому ефірі після музичного відео дует анонсував свій другий студійний альбом Imaginal Disk, який було випущено 23 серпня 2024 року. 31 липня 2024 року вийшов третій сингл до альбому, «Tunnel Vision». Останній сингл «That's My Floor» вийшов 21 серпня 2024 року.

## Музика
Гурт характеризують як синтіпоп. Після випуску Imaginal Disk Льюїн сказав: «Я думаю, що було б добре, якби нас почали сприймати менше як поп-гурт, і більше як “альтернативний”». Paste описав їх як «поп-гурт із рокістським ядром», що містить вплив прогресивного року, шугейзу та диско. У дитинстві Льюїн слухав прогресивний і класичний рок і зізнався, що «висміював людей за те, що вони люблять популярну музику». Його музичний смак вплинув на Міку, коли вони познайомилися.